# Bhagavadgītā I: Arjuna-viṣāda-yogaḥ

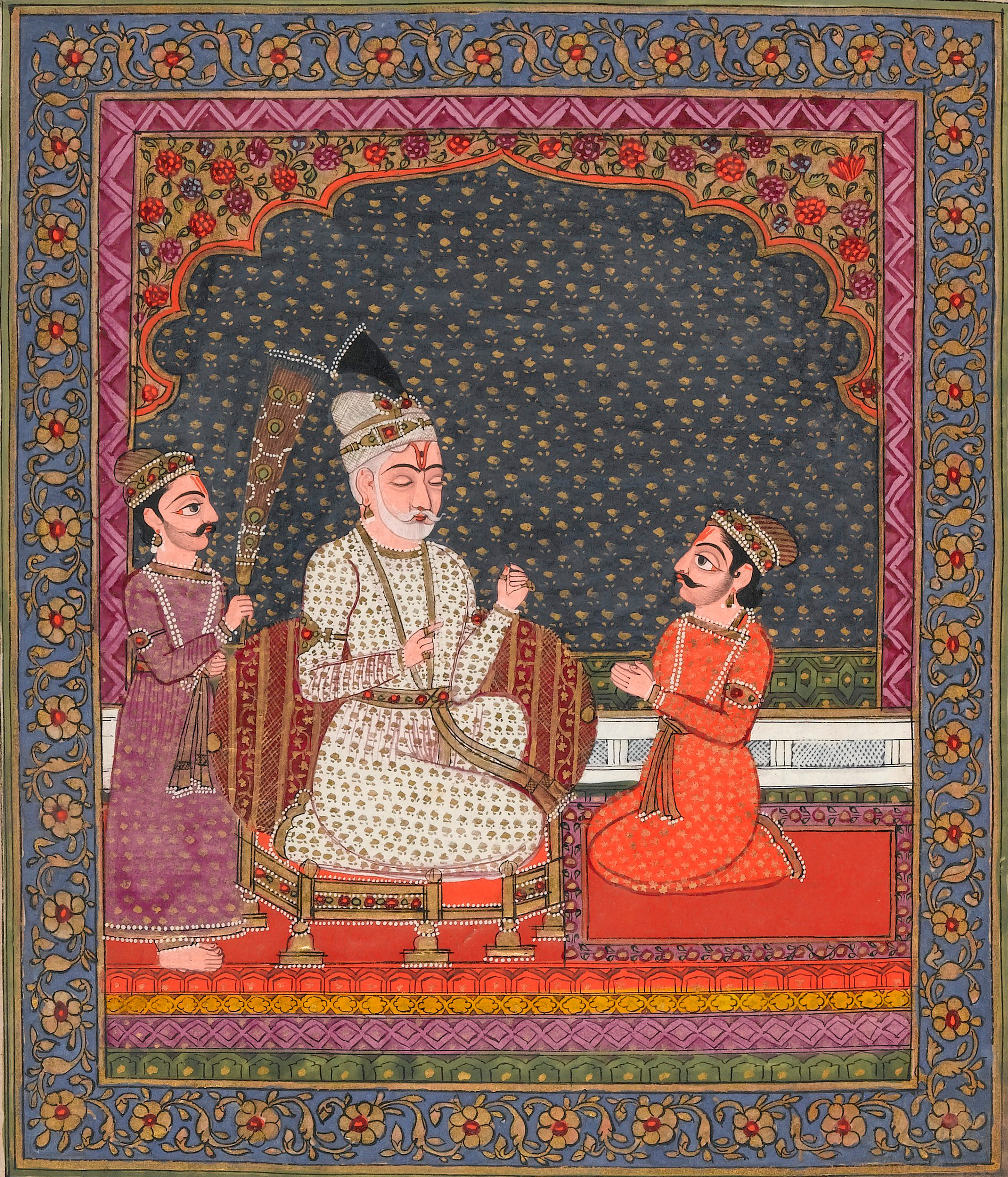
Sañjaya racconta a Dhṛtarāṣṭra, assiso sul trono, la sua visione del campo di battaglia di Kurukṣetra, dipinto del XIX secolo.

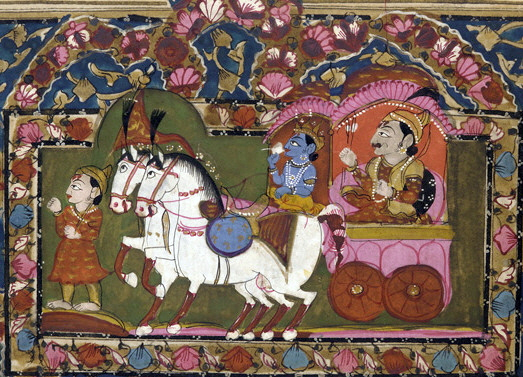
Kṛṣṇa auriga di Arjuna soffia nella sua conchiglia Pāñcajanya che prende il nome dal demone a cui la strappò, Pāñcajana (Cinque elementi); Arjuna impugna l'arco Gāṇḍīva che gli fu donato dal dio Agni che lo ricevette dal dio Varuṇa e questi dal dio Soma. Dipinto del XVIII secolo.

Il primo  "canto" (adhyāya, "lettura"), Arjuna-viṣāda-yogaḥ ("Lo sconforto di Arjuna") si apre con la domanda che il re cieco Dhṛtarāṣṭra, chiuso nel suo palazzo ad Hastināpura, capitale del regno, pone al suo consigliere e auriga Sañjaya:
māmakāḥ pāṇḍavāś caiva kim akurvata saṃjaya»
(Bhagavadgītā I,1; traduzione Esnoul)
Sañjaya è in grado di rispondere al re in quanto dispone della facoltà detta divya dṛṣti (divyaṛṣti) ovvero di avere la visione completa di ciò che accade anche a grande distanza.
La Bhagavadgītā è quindi il racconto di ciò che Sañjaya "vede" e quindi racconta a Dhṛtarāṣṭra.
A Kurukṣetra (lett. "piana dei Kuru"; 150 km a nord di Delhi, oggi luogo santo, tīrtha) si sono raccolte diciotto grandi armate (akṣauhiṇī) ognuna delle quali formata da 21.870 carri e altrettanti elefanti, da 65.610 cavalli e 109.350 fanti.
Undici delle diciotto armate sono schierate a favore dei Kaurava, (lett. "discendenti di Kuru"), i cento figli del re Dhṛtarāṣṭra guidati da Duryodhana (personificazione del demone Kali).
Le restanti sette armate sono riunite sotto i vessili dei Pāṇḍava, i cinque figli di Pāṇḍu, questo il fratello di Dhṛtarāṣṭra e precedente sovrano prima morire. In realtà i Pāṇḍava sono figli di alcune divinità: Yudiṣṭhira, figlio del dio Dharma; Bhīma, figlio del dio Vayu, il Vento; Arjuna, figlio del dio Indra; e i gemelli Nakula e Sahadeva, figli degli dèi Aśvin.
La ragione della imminente battaglia è nel rifiuto dei Kaurava di restituire ai Pāṇḍava, tornati dall'esilio nella foresta durato tredici anni, la parte del regno che gli spetta.
Sañjaya inizia il racconto della Bhagavadgītā descrivendo a Dhṛtarāṣṭra ciò che vede.
Vede Duryodhana avvicinarsi a Droṇa, che fu maestro rispettato dei giovani cento Kaurava e dei cinque giovani Pāṇḍava quando questi vivevano insieme nel palazzo reale di Hastināpura, ma che ora è schierato con i Kaurava, e illustrargli la composizione dei due schieramenti in battaglia, convinto che la vittoria arriderà ai Kaurava.
Duryodhana invita i Kaurava a difendere il più forte tra i suoi condottieri, Bhīṣma, il grande guerriero per antonomasia, il quale ritto sul carro dà fiato alla conchiglia da guerra (śaṅkha: Turbinella pyrum) scatenando la battaglia. Risuonano tremendi i tamburi (bherya) e i timpani (ānaka). Anche i Pāṇḍava rispondono con i terribili suoni delle conchiglie. Tra questi Kṛṣṇa, auriga di Arjuna, soffia nella sua conchiglia Pāñcajanya (che prende il nome dal demone a cui la strappò, Pāñcajana), Arjuna nella sua Devadatta ("Dono del Dio" in quanto gli fu donata da suo padre, il dio Indra).
Iniziano le frecce ad essere scagliate quando Arjuna alza il suo arco e si rivolge al suo auriga, il principe degli Yādava, Kṛṣṇa, chiedendogli di fermare il carro nel mezzo dei due schieramenti nemici.
Qui preso da un profondo sconforto, invita il suo auriga e amico, ad osservare insieme a lui il terribile scenario dove amici, parenti e maestri sono schierati uno contro l'altro. Se dovesse combattere questa battaglia, sostiene Arjuna, spinto dal desiderio di vittoria, di regalità o di godimento, compirebbe delle azioni contrarie al dharma le quali contribuirebbero a sgretolare le famiglie e le caste e, con loro, le leggi eterne e darmiche. E nemmeno l'avidità del nemico o le sue ingiuste ragioni giustificherebbero in modo sufficiente la battaglia che si prefigura come una carneficina, in quanto il male che ha invaso i nemici, con la crudeltà della guerra conquisterà anche chi è ora nel giusto.
(Bhagavadgītā I,45; traduzione Gnoli)
Arjuna è pieno di compassione per quella che sente essere la sua gente ma che è schierata contro di lui; non intende provocare loro né offesa, né dolore, affranto, si accascia in fondo al carro in preda a profonda angoscia.